# Like a Prayer
Like a Prayer – czwarty album studyjny amerykańskiej piosenkarki Madonny.
Artystka opatrzyła ten album następującą dedykacją: Ten album dedykowany jest mojej matce, która nauczyła mnie jak się modlić.
Do każdej kopii albumu dołączona została ulotka informacyjna „Fakty o AIDS”, a pierwsza edycja płyty gramofonowej posiadała wonną okładkę – o zapachu olejku paczulowego.
Album pokrył się w USA 4-krotną platyną (4 mln egzemplarzy) i w sumie na całym świecie został sprzedany w łącznym nakładzie ponad 12 mln egzemplarzy.
W 2003 album został sklasyfikowany na 237. miejscu listy 500 albumów wszech czasów magazynu Rolling Stone.

## Lista utworów
| #   | Tytuł                                                                                               | Czas |
| --- | --------------------------------------------------------------------------------------------------- | ---- |
| 1.  | „Like a Prayer” Autor: Madonna Ciccone, Patrick Leonard Producent: Madonna, Patrick Leonard         | 5:39 |
| 2.  | „Express Yourself” Autor: Madonna Ciccone, Stephen Bray Producent: Madonna, Stephen Bray            | 4:37 |
| 3.  | „Love Song” featuring Prince Autor: Madonna Ciccone, Prince Nelson Producent: Madonna, Prince       | 4:52 |
| 4.  | „Till Death Do Us Part” Autor: Madonna Ciccone, Patrick Leonard Producent: Madonna, Patrick Leonard | 5:16 |
| 5.  | „Promise to Try” Autor: Madonna Ciccone, Patrick Leonard Producent: Madonna, Patrick Leonard        | 3:36 |
| 6.  | „Cherish” Autor: Madonna Ciccone, Patrick Leonard Producent: Madonna, Patrick Leonard               | 5:03 |
| 7.  | „Dear Jessie” Autor: Madonna Ciccone, Patrick Leonard Producent: Madonna, Patrick Leonard           | 4:20 |
| 8.  | „Oh Father” Autor: Madonna Ciccone, Patrick Leonard Producent: Madonna, Patrick Leonard             | 4:57 |
| 9.  | „Keep It Together” Autor: Madonna Ciccone, Stephen Bray Producent: Madonna, Stephen Bray            | 5:03 |
| 10. | „Pray for Spanish Eyes” Autor: Madonna Ciccone, Patrick Leonard Producent: Madonna, Patrick Leonard | 5:15 |
| 11. | „Act of Contrition” Autor: Madonna Ciccone, Patrick Leonard Producent: The Powers That Be           | 2:19 |

## Muzycy
- Madonna - śpiew, wokal wspierający, syntezatory
- Rose Banks - wokal wspierający
- Donna DeLory - wokal wspierający
- Lynne Fiddmont - wokal wspierający
- Niki Haris - wokal wspierający
- Marcos Loya - wokal wspierający
- Ali Nadirah - wokal wspierający
- Marilyn Martin - wokal wspierający
- David Boruff - instrumenty dęte
- Stephen Bray - syntezatory
- Luis Conte - perkusja
- Larry Corbett - wiolonczela
- Sandra Crouch - tamburyn hiszpański
- Paulinho Da Costa - perkusja
- Chuck Findley - instrumenty dęte, aranżacja rogów
- Dick Hyde - instrumenty dęte
- Geary Lanier - Clavinet
- Patrick Leonard - Clavinet, fortepian, organy Hammonda, syntezatory
- Marcos Loya - gitara requinto
- Bruce Gaitsch - gitara, gitara akustyczna
- Dann Huff - gitara
- Randy Jackson - gitara basowa
- Chester Kamen - gitara
- Steven Madaio - instrumenty dęte
- Joseph Mayer - róg
- Jonathan Moffett - perkusja
- Jeff Porcaro - perkusja
- Joe Porcaro - marimba
- Guy Pratt - gitara basowa
- John Robinson - perkusja
- Richard Todd - róg
- David Williams - gitara
- Jai Winding - syntezatory
- The Andraé Crouch Choir - chór

## Produkcja
- Madonna - producent muzyczny
- Patrick Leonard - producent muzyczny
- Stephen Bray - producent muzyczny
- Prince - producent muzyczny
- Herb Ritts - fotograf

## Certyfikaty i sprzedaż
| Kraj              | Certyfikat          | Sprzedaż  |
| ----------------- | ------------------- | --------- |
| Australia         | 4 x platynowa płyta | 280 000   |
| Austria           | platynowa płyta     | 50 000    |
| Brazylia          | 2 x platynowa płyta | 750 000   |
| Finlandia         | 2 x platynowa płyta | 71 000    |
| Francja           | platynowa płyta     | 800 000   |
| Hiszpania         | 4 x platynowa płyta | 450 000   |
| Holandia          | platynowa płyta     | 100 000   |
| Irlandia          | 4 x platynowa płyta | 400 000   |
| Japonia           | platynowa płyta     | 375 000   |
| Kanada            | 5 x platynowa płyta | 500 000   |
| Meksyk            | platynowa płyta     | 450 000   |
| Niemcy            | 3 x złota płyta     | 750 000   |
| Nowa Zelandia     | platynowa płyta     | 20 000    |
| Singapur          | 5 x platynowa płyta | 75 000    |
| Stany Zjednoczone | 4 x platynowa płyta | 4 000 000 |
| Szwajcaria        | 2 x platynowa płyta | 100 000   |
| Wielka Brytania   | 4 x platynowa płyta | 1 200 000 |
| Włochy            | 7 x platynowa płyta | 700,000   |

## Single
| #  | Tytuł                          | Data wydania     | [ 10 ]            | Unia Europejska | [ 11 ]           | Polska |
| -- | ------------------------------ | ---------------- | ----------------- | --------------- | ---------------- | ------ |
| 1. | Like a Prayer                  | luty 1989        | # 1 (3 tygodnie)  | # ?             | # 1 (3 tygodnie) | —      |
| 2. | Express Yourself               | maj 1989         | # 2 (2 tygodnie)  | # ?             | # 5 (2 tygodnie) | —      |
| 3. | Cherish                        | sierpień 1989    | # 2 (2 tygodnie)  | # ?             | # 3              | —      |
| 4. | Oh Father (tylko w USA)        | październik 1989 | # 20 (2 tygodnie) | —               | —                | —      |
| 5. | Dear Jessie (tylko w Europie)  | grudzień 1989    | —                 | # ?             | # 5 (3 tygodnie) | —      |
| 6. | Keep It Together (tylko w USA) | styczeń 1990     | # 8               | —               | —                | —      |